# Joshua Fry Bell
Joshua Fry Bell, född 26 november 1811 i Danville i Kentucky, död 17 augusti 1870 i Danville i Kentucky, var en amerikansk politiker (whig). Han var ledamot av USA:s representanthus 1845–1847.
Bell efterträdde 1845 George Caldwell som kongressledamot och efterträddes 1847 av Aylette Buckner.
Bell ligger begravd på Bellevue Cemetery i Danville i Kentucky. Bell County, Kentucky har fått sitt namn efter honom.